# 関口雄吾
関口 雄吾（せきぐち ゆうご、9月24日 - ）は、日本の男性声優。青森県出身。アクセント所属。

## 略歴
代々木アニメーション学院東京本部校出身。アクセント附属養成所シャイン15期生。

## 人物
趣味・特技として水泳、ドラムを挙げている。

## 出演
太字はメインキャラクター。

### テレビアニメ
2013年
- フリージング ヴァイブレーション（英語通信音声 男）

2018年
- シュタインズ・ゲート ゼロ（アナウンサー、DURPA隊長）
- レイトン ミステリー探偵社 〜カトリーのナゾトキファイル〜（黒服、ノセル・ビンソン、ローブの男）
- バキ（試験官）
- ゴールデンカムイ（剥製の男たち）

2019年
- 不機嫌なモノノケ庵 續（行政の奉公人）
- どろろ（武将）
- かつて神だった獣たちへ（兵士A）

2020年
- キングダム（2020年 - 2024年、田有、録鳴未、肆氏、金良、曹波 他） - 3シリーズ
- 呪術廻戦（2020年 - 2021年、スカウト、係員、クモ呪霊、金田、特級呪霊 他）
- 魔女の旅々（男C）
- ふしぎ駄菓子屋 銭天堂（2020年 - 2024年、はなぞの商店街選手、囲碁教室の人）

2022年
- ジョジョの奇妙な冒険 ストーンオーシャン（2022年 - 2023年、警官A、看守、SPW財団代表の男、警備隊B、囚人B 他） - 3シリーズ
- ルパン三世 PART6（チンピラA）
- ユーレイデコ（街の人C、住人B）

2023年
- マッシュル-MASHLE-（スフィンクス、マンドラゴラ）
- シャングリラ・フロンティア（2023年 - 2024年、男性プレイヤーE、ゲーム音声） - 2シリーズ

2024年
- 外科医エリーゼ（貴族派A、皇帝派A、皇帝派）
- リンカイ!（実況アナウンサー、前橋群馬、実況）
- 俺は全てを【パリイ】する 〜逆勘違いの世界最強は冒険者になりたい〜（マスター）
- ばいばい、アース（2024年 - 2025年、ベルの養父、剣士） - 2シリーズ

2025年
- アラフォー男の異世界通販（犬人）
- 俺は星間国家の悪徳領主!（クルー）
- 謎解きはディナーのあとで（通信士）
- クレバテス-魔獣の王と赤子と屍の勇者-（御者、山賊、酒場の客）
- 転生したら第七王子だったので、気ままに魔術を極めます（ガンモ）

### 劇場アニメ
- 窓ぎわのトットちゃん（2023年、国民服の男）

### Webアニメ
- SAND LAND: THE SERIES（2024年、キャスター、サンドランド国王軍兵士、フォレストランド王国軍兵士）
- BULLET/BULLET（2025年、チン教授[3]、住民[13]）

### ゲーム
- エースコンバット7 スカイズ・アンノウン（2019年、ノッカー）
- イースX -NORDICS-（2023年、ステン）

### ドラマCD
- 魔術師オーフェン 無謀編7（練習生1、警官隊 他）

### 吹き替え

#### 映画
2012年
- チャンス!（チョッパー）
- ヒア アフター（スバーシニー父）

2013年
- 折れた矢（副隊長）
- エリア52（エコーダディ）
- 狼たちのノクターン 夜想曲
- 王朝の陰謀 闇の四天王と黄金のドラゴン
- オフィサー・ダウン（ルディ）
- ザ・タワー 超高層ビル大火災
- 人生のストライク・ボール!（スンワン）
- プリズナー・オブ・パワー 囚われの惑星
- ヨンガシ 変種増殖（キム医師）
- 48時間 ※オンデマンド配信版

2016年
- 恋の1回半ひねり（IGCコーチ〈トーマス・ヘイリー〉）

2017年
- キャットファイト（ジョン〈タイタス・バージェス〉）
- クリニカル（男）
- 終末へのカウントダウン（ボブ〈スチュアート・アシェン〉）
- パイレーツ・オブ・カリビアン/最後の海賊（うめく兵士）
- パシフィック・ウォー（マクウォーター〈トム・サイズモア〉）
- マグニフィセント・セブン（レッド・ハーベスト〈マーティン・センズメアー〉）
- レイルロード・タイガー（シャオフウ〈ン・ウィンラン〉）

2018年
- ガン・シティ ～動乱のバルセロナ～
- 軽い男じゃないのよ（マルコ）
- ゲームオーバー!（リッチ〈スティーヴ・ハウイー〉）
- シルバラード（マル〈ダニー・グローヴァー〉）※Netflix版
- タクシー運転手 約束は海を越えて（ファン・テスル〈ユ・ヘジン〉）

2019年
- アイアン・スカイ 第三帝国の逆襲（マルコム〈キット・デイル〉）
- アイスマン 宇宙最速の戦士（サッ・ゴウ〈ワン・バオチャン〉）
- エンド・オブ・ステイツ（デビッド・ジェントリー〈ランス・レディック〉）
- LBJ ケネディの意志を継いだ男（ジョン・F・ケネディ〈ジェフリー・ドノヴァン〉）
- キング
- ゴーカーツ
- ゴールデンスランバー（グムチョル〈キム・ソンギュン〉）
- 社会から虐げられた女たち
- ジェイ&サイレント・ボブ リブートを阻止せよ!（テッド・アンダーヒル〈ラルフ・ガーマン〉）
- デス・ショット（ジェイコブ〈フランク・グリロ〉）
- ナイト・オブ・シャドー 魔法拳（ロバの飼い主）
- ナチス第三の男（ヨゼフ・ガプチーク〈ジャック・レイナー〉）
- ペンタゴン・ペーパーズ/最高機密文書（マレー・マーダー〈リック・ホームズ〉）
- ユニコーン・ストア（ヴァージル〈ママドゥ・アティエ〉）
- Mr.ノーバディ（テディ〈アレクサンドル・パル〉）
- 移動都市/モータル・エンジン（ゲンチ〈アーロン・ジャクソン〉）

2020年
- アフターマス（ロバート〈マーティン・ドノヴァン〉）
- アルテミスと妖精の身代金（妖精〈ホン・チャウ〉）
- 悪魔はいつもそこに（カール・ヘンダーソン〈ジェイソン・クラーク〉）
- エクストリーム・ジョブ（イ・ムベ〈シン・ハギュン〉）
- エジソンズ・ゲーム（ジョン・モルガン〈マシュー・マクファディン〉）
- グレイハウンド（トーカー1〈ジョシュ・ウィギンズ〉）
- ゴールデン・ジョブ（タンディン〈チン・ガーロウ〉）
- この茫漠たる荒野で
- ジェイド・ダイナスティ 破壊王、降臨。（蒼松〈ノーマン・チュー〉）
- シカゴ7裁判
- シングル・オール・ザ・ウェイ
- ジングル・ジャングル ～魔法のクリスマスギフト～（若いジェロニカス）
- ターゲット・ナンバーワン（ウッド・ブリッシ）
- T-34 レジェンド・オブ・ウォー（ディミヤン・ヴォルチコフ〈アントン・ボグダノフ〉）
- トゥモロー・ウォー（グレッグ）
- ドラゴンハート -明日への希望-（ラズバン王〈アルトゥーロ・ムセリ〉）
- マジックに魅せられて（コーネリアス・ケスラー〈マイケル・ヒッチコック〉）
- 無敵のドラゴン（チョウ〈ケビン・チェン〉）

2021年
- アーミー・オブ・シーブズ
- 愛しい人から最後の手紙
- インヘリタンス（ハロルド〈マイケル・ビーチ〉）
- クリスマス・キャッスル
- 刑事グロム VS 粛正の疫病ドクター
- サムワン・インサイド
- 初体験/リッジモント・ハイ（チャールズ〈フォレスト・ウィテカー〉、体育教師）※VOD版
- 新感染半島 ファイナル・ステージ（会長〈ジェフリー・ジュリアーノ〉）
- SEOBOK/ソボク（シン・ハクソン〈パク・ビョンウン〉）
- 唐人街探偵 東京MISSION（ソン・イー〈シャオ・ヤン〉）
- 呪われた老人の館
- ライブリポート（ディーン・ケラー〈ベン・マッケンジー〉）
- レスキュー（チャオ・チョン〈ワン・イェンリン〉）

2022年
- アダム&アダム（クリストス〈アレックス・マラリ・Jr.〉）
- アルマゲドン・タイム ある日々の肖像（アーヴィング〈ジェレミー・ストロング〉）
- アワ ～私は私の道を行く～
- アンホーリー 忌まわしき聖地（ヘイガン神父〈ウィリアム・サドラー〉）
- クリスマスとよばれた男の子（アンデシュ〈ルーン・タムティ〉）
- サンゲリア（使用人ルーカス）※BD版
- 355（ルイス〈エドガー・ラミレス〉）
- ヴェノム:レット・ゼア・ビー・カーネイジ
- 彼女のかけら（アーサー）
- THE BATMAN-ザ・バットマン-
- 底知れぬ愛の闇（デイヴィッド）
- ブレット・トレイン（ホーム傭兵1）
- チャチャ・リアル・スムース（ジョセフ〈ラウル・カスティーロ〉）
- グレイマン
- カーター（ビョンホ〈チョン・ジェヨン〉）
- ミー・タイム（スタン〈ジミー・O・ヤン〉）
- ブロンド
- 西部戦線異状なし
- ロストブレット2（レス）

2023年
- ダイ・ハード（ユーリ〈アル・レオン〉）※テレビ朝日版追加録音部分
- ドリーム 〜狙え、人生逆転ゴール!〜（チョン・ムンス〈ヤン・ヒョンミン〉）
- ドミノ（ニックス〈J・D・パルド〉）
- リトル・マーメイド
- ドリーム 〜狙え、人生逆転ゴール!〜（チョン・ムンス〈ヤン・ヒョンミン〉）
- ハート・オブ・ストーン（スペードのキング）
- 毒戦 BELIEVER 2（ジェイ〈チョ・ハンチョル〉）
- ジョージ・フォアマン: 45歳のヘビー級チャンピオン（ハワード・コセル）
- マエストロ: その音楽と愛と（ハリー〈スコット・エリス〉）

2024年
- ガリー（チャーリー〈ジョン・コーベット〉）
- ポップスが最高に輝いた夜（ヒューイ・ルイス）
- CODE8/コード・エイト Part II（キング〈アレックス・マラリ・Jr〉）
- ロ・ギワン
- ゴーストバスターズ/フローズン・サマー
- M3GAN ミーガン（デヴィッド〈ロニー・チェン〉）
- デシベル（オ・デオ〈チョン・サンフン〉）
- ファンシー・ダンス
- フレッシュ?! イン・ハイスクール（デニス〈スコット・マッカーサー〉）
- ドライブアウェイ・ドールズ（ボス〈コールマン・ドミンゴ〉）
- ライオン・キング:ムファサ
- フェラーリ

2025年
- バスティオン36（バレストラ〈イヴァン・アタル〉）
- 啓示（イ・ナクソン〈キム・ドヨン〉）
- マレガオンのスーパーボーイズ〜夢は映画と共に〜
- 教皇選挙（サバディン枢機卿〈メラーブ・ニニッゼ〉）
- ザ・ピックアップ 〜恋の強盗大作戦〜（ミゲル〈イスマエル・クルス・コルドバ〉）

#### アニメ
- ウィッシュ・ドラゴン
- ヴォクス・マキナの伝説 シーズン2
- ウルフボーイとなんでも工場 シーズン2
- シーフード（モー・クレイ）
- スピリット・レンジャーズ ～森のおたすけ隊～
- DC がんばれ!スーパーペット（カール[58]）
- DOTA: ドラゴンの血 シーズン3 #6
- ドラゴンエイジ: 罪のあがない
- ピーターと魔法の象（レオ）
- ビッグ・マウス（スティーブコーチ、ホルモンじい 他）
- ヒューマン・リソース・モンスターズ（ホルモンじい）
- プレイモービル マーラとチャーリーの大冒険（ソルティ[59]）
- ホワット・イフ...?
- MAKE MY DAY
- モンスターハンター: レジェンド・オブ・ザ・ギルド（ラヴィ[60]）
- LEGO スター・ウォーズ/恐怖のハロウィーン（帝国軍パイロット）
- 烈火澆愁

### ボイスオーバー
- クィア・アイ シーズン3-7（2018-2023年、アントニ・ポロウスキ）
- ラブ・イズ・ブラインド ～外見なんて関係ない?!～ シーズン4（2023年、ブレット）
- BS世界のドキュメンタリー（NHK  BS）
  - “スウィフティー”がアメリカを動かす? 歌姫に熱視線（2024年）

### シリーズ一覧
1. ↑  第3シリーズ（2020年 - 2021年）、第4シリーズ（2022年）、第5シリーズ（2024年）
2. ↑  第1クール（2022年）、第2クール（2022年）、第3クール（2023年）
3. ↑  1st season（2023年）、2nd season（2024年）
4. ↑  第1シーズン（2024年）、第2シーズン（2025年）